# Гессманн, Ханс-Вернер
Ханс-Вернер Гессманн (англ. Hans-Werner Gessmann; 24 марта 1950, Дуйсбург, Северный Рейн-Вестфалия — 3 октября 2023) — немецкий психолог, психотерапевт, доктор психологических наук, профессор клинической психологии и психотерапии, основатель Гуманистической психодрамы.

## Биография
Родился 24 марта 1950 года в Дуйсбурге.
В 1973 году основал в Дуйсбурге психотерапевтический институт Бергерхаузен. Этот институт уже подготовил более 1500 психотерапевтов. Является основателем гуманистической психодрамы — формы групповой терапии, использующей приём обмена ролей.
С 2008 года профессор уделяет много времени работе в России. Преподаёт клиническую психологию в Костромском государственном университете имени Н. А. Некрасова, где он также является директором Международного центра клинической психологии и психотерапии.
Профессор общей психологии и психологии развития в Московской государственной социальной академии, с февраля 2012 года является приглашённым профессором по системной семейной терапии в Московском государственном психолого-педагогическом университете.
В 2013 году получил приглашение возглавить кафедру гуманистической психодрамы Юго-Восточного университета, г. Нанкин, провинция Цзянсу, Китай. Является автором 56 монографий и 180 научных публикаций.
Член Международного организационного комитета VI международной научно-практической конференции в Красноярском государственном медицинском университете (2019). С марта 2020 года он работает профессором клинической психологии и психотерапии по соглашению о сотрудничестве в Красноярский государственный медицинский университет.
В мае 2021 года назначен адъюнкт-профессором гуманистической психологии Мадрасской академии социальной работы. В июне того же года назначен заведующим кафедрой психологии в DMI (Университет Св. Иоанна Крестителя в Малави). В 2021—2022 годах — член Американской психологической ассоциации.

## Награды и звания
- 2010 ― Премия за международное общение между Россией и Германией.
- 2010 ― Костромской государственный университет: почетный профессор факультета социальной психологии.
- 2011 ― Костромской государственный университет: почетный профессор университета.
- 2014 ― Государственный психолого-педагогический университет Москва: почетный профессор университета.
- 2014 ― Международный институт информатизации и государственного управления имени П. А. Столыпин: почетный профессор института
- 2021 ― World Teacher Award 2021 от Образовательного и психологического исследовательского центра Мадурай, Тамил Наду, Индия
- 2022 ― International Honorary Life Membership — Global Institute of Counseling Professionals — Sri Lanka[2]